# Kleinbartloff
Kleinbartloff är en ortsteil i staden Niederorschel i Landkreis Altenburger Land i förbundslandet Thüringen i Tyskland. Kleinbartloff var en kommun fram till 1 januari 2019 när den uppgick i Niederorschel. Kommunen Kleinbartloff hade 415 invånare 2018.